# Ruth Gruhn
Ruth Gruhn (* 7. Dezember 1907 in Opalenica, Kreis Grätz, Provinz Posen; † 14. Juni 1988 in Göttingen) war eine deutsche Tierzuchtwissenschaftlerin, Genetikerin und Hochschullehrerin.

## Leben und Wirken
Gruhn studierte Naturwissenschaften, insbesondere Mathematik und Landwirtschaft, an der Schlesischen Friedrich-Wilhelms-Universität in Breslau. Im Jahre 1939 promovierte sie dort an der Naturwissenschaftlichen Fakultät zum Dr. rer. nat. Anschließend war sie in der Abteilung Vererbungsforschung der Landwirtschaftlichen Fakultät bei Hans Friedrich Krallinger tätig, habilitierte sich 1941 ebenda und übernahm nach dem Tode ihres Mentors die Leitung der Abteilung.
Durch die Kriegswirren musste sie nach Bayern umsiedeln, bekam 1949 durch Fritz Haring eine Anstellung am Zentralforschungsinstitut für Tierzucht (ehemals Kaiser-Wilhelm-Institut für Züchtungsforschung) in Dummerstorf und wurde Leiterin der Abteilung „Angewandte Vererbungswissenschaft“. 1952 wechselte sie mit Haring an die Georg-August-Universität Göttingen und übernahm am Institut für Tierzucht und Haustiergenetik der Landwirtschaftlichen Fakultät ihr Fachgebiet. Hier befasste sie sich mit der Entwicklung und Einführung neuer Wege der Leistungsprüfung und Zuchtwertschätzung, betreute Diplomanden und Doktoranden bezüglich der mathematischen Sicherung der Ergebnisse und übernahm ab 1957 als a. o. Professorin spezielle Lehraufträge, war an der Züchtung des Göttinger Minischweins beteiligt und die erste Hochschullehrerin an ihrer Fakultät (später Fakultät für Agrarwissenschaften) in Göttingen. Am Ende ihrer beruflichen Tätigkeit wurde sie Leiterin der Göttinger Abteilung Haustiergenetik. 1971 trat sie in den Ruhestand.

## Publikationen (Auswahl)
- Über den Einfluß von Inzucht und Selektion auf das Erbreinwerden von Tierbeständen. Naturwiss. Diss. Univ. Breslau, 1939. In: Zeitschr. f. Tierzücht. u. Züchtungsbiologie, Bd. 43, H. 1, 1939, 61 S.; Nachauflage Frankfurt am Main, 2009.
- Theoretische Grundlagen der Eltern-Nachkommenkorrelation : Ein Beitrag zur Schaffung wissenschaftlicher Verfahren in der angewandten Genetik. Naturwiss. Hab.-Schrift an der Univ. Breslau. In: Zeitschrift für Tierzüchtung und Züchtungsbiologie, Bd. 53 (1942), H. 2 u. 3, S. 89–144, 227–268.
- Schafzucht, von Fritz Haring. Unter Mitarbeit von Ruth Gruhn und Christian Brüne. 4., völlig neu bearb. Aufl., Stuttgart (Ulmer), 1975, 368 S.; 5. Aufl., 1976, 368 S.
- Veröffentlichungen in den Fachzeitschriften wie „Züchtungskunde“, „Zeitschrift für Tierzüchtung und Züchtungsbiologie“, „Schweinezucht und Schweinemast“ u. a.